# Дулан (Француска)
Дулан (фр. Doullens) насеље је и општина у североисточној Француској у региону Пикардија, у департману Сома која припада префектури Амјен.
По подацима из 2011. године у општини је живело 6689 становника, а густина насељености је износила 200,27 становника/km². Општина се простире на површини од 33,4 km². Налази се на средњој надморској висини од 64 метара (максималној 152 m, а минималној 52 m).

## Демографија
| 1962. | 1968. | 1975. | 1982. | 1990. | 2011. |
| ----- | ----- | ----- | ----- | ----- | ----- |
| 6.321 | 7.119 | 7.495 | 7.054 | 6.615 | 6.689 |

График промене броја становника у току последњих година